# Syndens änglar
Syndens änglar (franska: Les anges du péché) är en fransk dramafilm från 1943 i regi av Robert Bresson.